# 寻乌事件
尋烏事件，原稱尋鄔事件，又叫白军团匪进据寻城的事件，是反羅明路線運動的一部分，指的是1932年11月中国工农红军控制下的尋鄔縣城被粵軍佔領以及所引發的批判鄧小平的事件，使得反羅明路線影響波及到江西，並導致之後的邓、毛、谢、古事件的發生。

## 內容
1932年11月下旬，粤军利用红一方面军主力发动建黎泰战役之机，向会、寻、安苏区進攻，最後由粤军第八师占领寻鄔县城。寻鄔被佔后，会、寻、安中心县委书记鄧小平在筠门岭召开会、寻、安三县县委书记、县苏主席、军事部长联席会议，决定开展游击战争。
不久恰逢反羅明路線運動發起，中共中央局领导人認為寻鄔被佔，是邓小平在執行“逃跑退却的机会主义路线”和“会、寻、安的罗明路线”。1933年2月23日，中央局刊物《斗争》上发表了一篇题为《什么是进攻路线》的署名文章，认为“许多的地方党部对于进攻路线的执行，表示了不可容许的机会主义动摇，甚至完全走到相反的逃跑退却的机会主义路线”，点名批判会、寻、安中心县委犯了“纯粹防御路线”的错误。3月下旬，中共中央局在筠门岭倒水湾召开了会、寻、安三县党的积极分子会议。会议通过的《会寻安三县党积极分子会议决议》，認為会寻安三县在邓小平領導下在執行罗明路线。会後改组了会昌中心县委及会、寻、安三县县委常委。此外三县活动分子会议《决议》還宣称，会寻安地区的路線錯誤江西省委也有責任。
会议结束后不久，中央局刊物《斗争》第8期上发表了题为《罗明路线在江西》的文章，文中指出：“罗明路线不但在福建的杭永岩，而且也在江西”，“纯粹防御路线的问题，不但在会寻安，而且还在江西其他地区”。